# Montañas Sawtooth (Minnesota)
Las montañas Sawtooth son cordilleras bajas en la costa norte del lago Superior en el estado de Minnesota. Se extienden a unas 30 millas (50 km) desde Carlton Peak, cerca de Tofte, al oeste, hasta Grand Marais, al este.